# Betty Mae Jumper
Betty Mae Jumper (en seminola, Pa-ta-kee, soldat) (Indiantown, Florida, 1923 - 14 de gener de 2011) fou una escriptora i dirigent seminola. Va ser la primera i fins ara l'única cap de la Tribu Seminola de Florida. Ha estat infermera i cofundadora del primer periòdic de la tribu en 1956, Seminole News, més tard substituït per The Seminole Tribune, del qual en fou editora, guanyant el Lifetime Achievement Award de la Native American Journalists Association. En 2001 va publicar les seves memòries A Seminole Legend.
Tiger va ser el primer seminola de Florida en aprendre a llegir i escriure en anglès, i la primera a graduar-se a l'escola secundària i graduar-se en infermeria. A més de servir com a director del diari, va ser Directora de Comunicacions de la tribu.

## Primers anys i educació
Nascuda Betty Mae Tiger el 27 d'abril de 1923 a un campament seminola prop Indiantown, Florida, filla de Tiger Ada, una dona seminola del clan Serp, i un paranyer francès. La seva àvia Maria Tiger li v posar el seu nom seminola Potackee. En el marc del sistema matrilineal de parentiu seminola, Betty Mae va rebre el cognom de la mare.
La tribu desencoratja els matrimonis mixtes amb els blancs que de vegades deixen els nens mestissos als Everglades per morir. Quan Betty Mae tenia cinc anys, alguns curanderos seminola van amenaçar´la a ella i el seu germà amb matar-los, perquè el seu pare era blanc. El seu besoncle va resistir als homes i es va mudar amb la família a la reserva Dania al comtat de Broward, on el govern va protegir els nens. En aquell moment, la seva mare va haver de deixar prop de 500 caps de bestiar; va vendre alguns i altres s'oferiren a la tribu per a les persones que necessiten menjar.
Les primers llengües de Betty Mae foren el mikasuki i el muskogi, ja que els parents parlaven ambdues. A la nit sentia sovint com els membres més vells de la tribu explicaven històries transmeses dels seus avantpassats. "Les històries t'ensenyen com viure," va dir ella. She would later record the stories for future generations.
Tiger decidí que havia d'aprendre a llegir i escriure. En el sistema escolar segregat de Florida, ni els blancs ni les escoles negres acceptaven nens seminoles. Tiger decidí anar a un internat amerindi federal, i es va inscriure a Cherokee (Carolina del Nord), juntament amb la seva cosina Maria i un germà petit.
Va començar a aprendre anglès als 14 anys. Es va convertir en la primera seminola amb educació formal de la seva tribu, així com la primera a llegir i escriure anglès; es va graduar de secundària en 1945. Betty Tiger es va registrar en un programa d'infermeria al Kiowa Indian Hospital d'Oklahoma, que va acabar l'any següent. Els seminola llavors eren encara molt tradicionals, i molts només acceptaven l'atenció de curanderos. La seva família va tenir importants homes-medicina: la seva mare, oncles i el besoncle Jimmy. A diferència dels homes-medicina, la seva mare estava disposada a acceptar també els metges i hospitals blancs, per ajudar a les persones malaltes.

## Matrimoni i família
Després d'acabar el programa d'infermeria, Tiger va tornar a Florida, on va realitzar entrenament de camp. Es va casar amb Moses Jumper, i van tenir un fill, Moses, i dues filles, que van morir joves. Després d'això, van adoptar dues nenes seminola, Betner Roger i Scarlet.

## Carrera
Betty Tiger Jumper va treballar com a infermera durant 40 anys per millorar l'atenció de salut en la comunitat seminola, inicialment viatjava per un gran circuit per a les diferents petites comunitats de les àrees que es van convertir en les reserves Big Cypress, Brighton i Hollywood. "A mesura que la gent sortia dels pantans", va dir, ella i una altra infermera inocularen molts nens amb vacunes per primera vegada. Ella i la seva mare, que era llevadora, treballaren per persuadir les dones d'anar a l'hospital quan fos necessari, a mesura que van començar a adaptar-se al nou món.
El 1956, Tiger Jumper va ser co-fundadora d'un butlletí tribal, anomenat Seminole News, que va tancar al cap d'un temps.
En 1967 Betty Mae Tiger Jumper fou escollida la primera cap de la tribu Seminola, una dècada després que van guanyar el reconeixement federal. Ella va fundar la United South and Eastern Tribes (USET), un grup per a executar programes de salut i educació per als seus membres; també es va convertir en un poderós grup de pressió amb els estats i el Congrés. En 1970, fou una de les dues dones nomenades pel President Richard M. Nixon al National Congress on Indian Opportunity. Hi va servir durant un total de 16 anys.
Gràcies al seu lideratge, la Tribu Seminola va passar de prop de la fallida en 1967 a tenir 500.000 $ quan ella va deixar el càrrec en 1971, "Jo tenia tres metes en la meva vida", va dir Jumper el 1999 "Acabar l'escola, graduar-me com a infermera i tornar i treballar al meu poble, i escriure tres llibres." Ella va assolir aquestes metes i moltes més.
En la dècada de 1970 Alligator News fou fundat com a diari tribal. Després que fou rebatejat com The Seminole Tribune, Tiger-Jumper hi fou editora durant molts anys i també directora de comunicació de la Tribu. Va escriure molts articles sobre cultura i tradicions tribals. Pel 1999, el diari tenia treballant a quatre seminoles i cinc o sis blancs, i era distribuït a tot el país i a nivell internacional. Tiger-Jumper va obtenir el primer premi Lifetime Achievement de la Native American Journalists Association.

## Llibres
- And With the Wagon - Came God's Word
- Legends of the Seminoles, il·lustrat per Guy La Bree (literatura infantil, 1994)
- amb Patsy West, A Seminole Legend (2001)

Narra el vídeo, The Corn Lady, explicant una història tradicional seminola.

## Darrers anys
Cap al 2001 va escriure el seu llibre de memòries, A Seminole Legend, i també creà la seva pròpia pàgina web. Última supervivent del clan matriarcal Serp, va morir mentre dormia el 14 de gener de 2011.

## Llegat i honors
- En 1989, el mensual Seminole Tribune fou el primer diari amerindi en guanyar el Premi Robert F. Kennedy de Periodisme. Aquell any també fou nominat per al Premi Pulitzer.[12]
- 1994, és introduïda en el Florida Women's Hall of Fame.[8]
- Rep el Premi Patrimoni de la Vida Popular del Departament d'Estat de Florida[4]
- Rep un doctorat honorari en humanitats de la Universitat Estatal de Florida.[4]
- 1997 rep el primer premi Lifetime Achievement de la Native American Journalists Association.[4]
- 1997, El Seminole Tribune obté cinc premis de la Native American Journalists Association.[12]
- 1997, és nomenada "Dona de l'Any" per la Comissió de Florida en l'Estatut de la Dona.[4]